# Blatná Polianka
Blatná Polianka je obec na Slovensku. Nachází se v Košickém kraji, v okrese Sobrance. Obec má rozlohu 9,99 km² a leží v nadmořské výšce 102 m. V roce 2011 v obci žilo 169 obyvatel. První písemná zmínka o obci pochází z roku 1417. V katastrálním území obce je národní přírodní rezervace Senianske rybníky.